# Liste der Monuments historiques in Puiseux (Ardennes)
Die Liste der Monuments historiques in Puiseux führt die Monuments historiques in der französischen Gemeinde Puiseux auf.

## Liste der Objekte
| Bezeichnung | Beschreibung                                  | Standort                       | Kennzeichnung | Schutzstatus | Datum | Bild |
| ----------- | --------------------------------------------- | ------------------------------ | ------------- | ------------ | ----- | ---- |
| Chorgestühl | zwei zweisitzige Bänke; Holz, 18. Jahrhundert | in der Kirche St-Honoré (Lage) | PM08000407    | Classé       | 1971  |      |